# 태풍 누리 (2014년)
태풍 누리 (NURI)는 2014년 10월 31일부터 11월 7일까지 활동했고, 최저기압 910hPa를 기록했던 2014년의 제20호 태풍이다. 5등급의 슈퍼 태풍(SSHS)이다. 이름인 누리는 말레이시아에서 제출한 이름으로 청색 벼슬을 가진 잉꼬 새를 의미한다.

## 개요
제20호 태풍 누리는 10월 31일 오후 3시에 중심기압 1000hPa, 최대풍속 18m/s, 강풍 반경 170km, 크기 '소형'의 열대폭풍으로 미국 괌 서쪽 약 910km 부근 해상에서 발생하였다.(일본 기상청 태풍정보 기준) 발생 이후 서~북북서진하면서 급발달했고, 11월 2일 오후 9시에 일본 오키나와 남남동쪽 약 1,120km 부근 해상에서 중심기압 910hPa, 최대풍속 54m/s, 강풍 반경 500km(남동쪽 반경)의 세력 '맹렬함', 크기 '대형'(일본 기상청 태풍정보 기준)의 태풍으로 최성기를 맞이하였다. 11월 2일 오후 9시에 일본 오키나와 남남동쪽 약 1,120km 부근 해상에서 중심기압 900hPa, 최대풍속 59m/s, 강풍 반경 350km(북동쪽 반경)의 세력 '매우 강', 크기 '중형'(한국 기상청 태풍정보 기준)의 태풍으로 최성기를 맞이하였다. 최성기 세력인 상태에서 북동진으로 전향하였고, 서서히 약화되면서 온대저기압화도 진행되었다. 11월 7일 오전 9시에 일본 센다이 동쪽 약 920km 부근 해상에서 중심기압 984hPa의 온대저기압으로 변질되었다.(한국 기상청 태풍정보 기준으로는 중심기압 992hPa)

## 같이 보기
- 2014년 태풍